# Emery
Emery är ett post-hardcoreband från Rock Hill, South Carolina men medlemmarna är nu bosatta i Seattle, Washington. 
Alla medlemmarna i gruppen är aktiva kristna men bandet vill inte klassas som kristet då de tror att det hindrar deras möjlighet att nå en större publik. Bandet sade i en intervju att de är kristna framför allt men att de hellre vill att det syns än att det hörs.

## Bandmedlemmar
- Toby Morrell - sång, bas
- Matt Carter - gitarr, sång
- Josh Head - keyboard, skrikande, eltrummor
- Dave Powell - trummor

## Tidigare Bandmedlemmar
- Seth "Beef" Studley - trummor
- Joel “Chopper” Green - bas (nu i The widow jenkins)
- Joey Svendsen - bas

## Diskografi

### Studioalbum
- The Weak's End, (27 januari 2004)
- The Question, (2 augusti 2005)
- I'm Only A Man, (2 oktober 2007)
- In Shallow Seas We Sail, (6 februari 2009)

### EP
- The Columbus EEP Thee (EP), 2002
- The Question Pre-Sale Exclusive (Acoustic EP), 2005
- Untitled EP (Augusti 2008)